# 1940年代上海
上海1940年代是上海历史上具有重要意义的十年，经由孤岛时期、太平洋战争、租界收回、抗战的结束、国民党与共产党政权的更迭等多个重要事件，为后来的上海城市发展起到了重要作用。

## 抗战时期

### 全面沦陷
1941年12月7日，日军袭击珍珠港，对英美宣战。次日清晨，日军自虹口经过苏州河上各桥梁开进公共租界。中区（西藏路以东）由日本海军管辖；西区（西藏路以西）由陆军管辖。为了维持上海国际都市的形象，日军让上海公共租界工部局照旧运转。此后陆续将英美等敌国侨民拘捕至集中营，工部局也完全由日本控制。待情势稳定之后，日军又解散了万国商团。由于当时法国维希政府已经向德国投降，因而日军并未占领法租界。

### 交还租界
1943年1月，英美两国与蒋中正的重庆政府签订条约，宣布放弃在华特权，包括当时已经全数失去的各地租界。1943年7月31日，日本将已有百年历史的上海公共租界“交还”给汪精卫政权，美英也宣布放弃上海公共租界。
1943年8月1日，汪精卫政权在日本主导下“收复”上海法租界。

### 上海光复
1945年8月，國民政府重新接管上海。

## 行宪后的上海

### 金圆券改革
國民政府為支付與中國共產黨作戰的巨額軍費，法幣的發行量更是變本加厲，三年間發行量增加超過一千倍:394。1947年（民國36年）初，法幣發行總額為3.5兆，至同年7月增至10兆以上:159，引發民間的惡性通貨膨脹。
1948年（民國37年）5月底開始籌劃貨幣改革。同年8月19日，中國國民黨召開中央政治會議，通過貨幣改革方案，由蔣中正頒布「財政經濟緊急處分令」，發行金圓券，同時停止發行法幣，並在各地設置經濟管制督導員:56，意图實際掌握上海的經濟情況。规定黄金每两兑金圆券200元，白银每两兑金圆券3元，1银元兑金圆券2元，美元1元兑金圆券4元。金圓券發行初期在沒收法令威脅下，頗有成效，收兌來大量金銀外幣。與此同時中華民國政府試圖凍結物價，蔣經國在上海嚴厲「打老虎」，曾稍微得到人民對金圓券的信心。但是，同年9月，国民政府决定收兑金银延期；同年10月8日，蔣經國在上海打虎整治投機倒賣遇上阻力而妥協，这无异于宣告金圆券信誉破产。
隨著內戰失利，金圓券發行量飆升，以極快速度崩潰，物價變化幾乎以「日」為單位；到了末期，市場上物價甚至一日漲價數次現象，貨幣幾成廢紙。1948年8月底，金圆券发行额是5.44亿元，到了1949年5月27日上海易手，金圆券发行额已达到294 722亿元。物价以上海为例，以1948年8月物价总指数为标准，到1949年4月涨了83800多倍。

## 国共内战
次年，国民政府统领的国民革命军和中国共产党领导的中国人民解放军之间爆发大规模内战，战斗起初在北方地区进行，对上海尚未造成影响。
到1948年，随着国共内战战事扩大，法币的发行量增加超过一千倍，国民政府统治区发生严重的通货膨胀。1948年8月，经济管制委员会督导员蒋经国到达中国经济中心上海开展“打虎运动”，采取严厉措施，进行经济管制，冻结物价、打击囤积物资。蒋经国将部分不从政令的资本家收押入狱以至枪毙，甚至杜月笙之子杜维屏亦因囤积罪入狱。最后蒋经国查封孔祥熙之子孔令侃所有的扬子公司，遭到宋美龄的干预而被迫放弃。物价管制最终失败，在11月1日全面撤销，蒋经国离开上海。
1948年年底，国军主力在徐蚌战场溃败，到1949年初解放军向南逼近长江一线。
1949年5月12日，陈毅率领的解放军第三野战军对上海发起进攻。5月27日，解放军击败国军，控制上海全境，此间，大量人口，尤其是与国民政府及海外机构有关的人员和机构追随国民党撤离上海。

## 《观察》事件
1948年12月蒋介石亲自下令查封由知名人士储安平创办的上海《观察》杂志和逮捕《观察》工作人员，这就是中国近代史上著名的“《观察》事件”。此后，著名“七君子”之一的王造时先生亲自出面，多方奔走以自己的影响力给当局施压。并于次年2月亲自担保和营救了包括美术家朱宣咸在内的数位《观察》进步人士出狱。《观察》是宣传“第三条道路”的代表性刊物，是当时中国进步民主运动的一面重要旗帜。《观察》的被查封，标志着近代中国自由主义悲歌啼鸣至此。标志着近代中国一些民主人士希望在中国实行西方资产阶级民主共和国制度(被称为第三条道路)的彻底破灭。

## 文化艺术
太平洋战争爆发后，上海文艺界趋向沉寂。这一时期，富有才华的年轻女作家张爱玲发表了《倾城之恋》、《金锁记》等作品。
1. ↑  蔣介石. . . 香港: 中原出版社. 1991.
2. ↑  李守孔. . 台北: 三民書局. 1973. ISBN 9571406635.
3. ↑  陳雷等編著. . 台北: 傳記文學出版社. 1978-06-01.
4. ↑  . 中國評論新聞.   [2017-04-20]. （原始内容存档于2017-04-20）.